# Red de Expresos Regionales
La Red de Expresos Regionales (RER) fue un proyecto de infraestructura de transporte público en la ciudad de Buenos Aires para unir la red de ferrocarriles suburbanos de la región metropolitana. El nombre fue derivado del Réseau express régional de París.
El objetivo era unir 14 líneas y ramales ferroviarios a través de 20 kilómetros de túneles con una estación central bajo el Obelisco y una estación terminal para el Sarmiento en el Correo Central conectando también con el subte, la Terminal de Combis de Buenos Aires, el Metrobús y el sistema Ecobici. El proyecto fue propuesto durante la campaña electoral de Mauricio Macri (presidente del país entre 2015 y 2019) por haber dependido de fondos nacionales. Tras el préstamo que fue contraído en 2018 con el FMI y el consabido endeudamiento posterior, que implicó, entre otras cosas una reducción del déficit vía disminución de la obra pública, se postergaron inversiones en ferrocarriles. En 2019 el proyecto fue dado de baja al no ser viable por la falta de presupuesto para su ejecución. Si se hubiese construido, habría sido una de las redes de suburbanos más grandes del mundo.

## Historia y proyecto

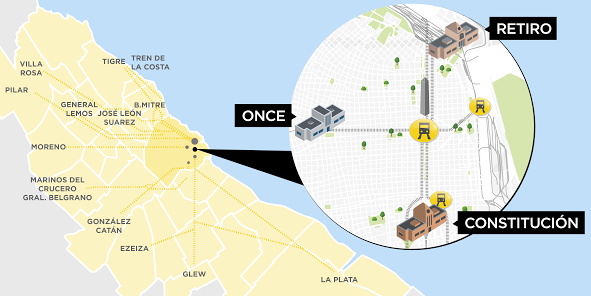
Los 16km de túneles conectando las tres principales estaciones de tren. La Ciudad de Buenos Aires se muestra en amarillo oscuro mientras que el Gran Buenos Aires se muestra en amarillo claro.

La idea de volver a conectar los principales ferrocarriles de Buenos Aires —desconectados luego del incendio y demolición de la Estación Central de Buenos Aires en 1897— a través de una red de túneles subterráneos se planteó por primera vez en el año 1969. En 1973 se efectuó un estudio que sugería crear una Red Expresa Regional.
Aunque la propuesta original había sido conectar la Línea Mitre y la Línea Roca en el centro de la ciudad, esta propuesta planeaba conectar las estaciones Retiro, Once, y Plaza Constitución.
La RER conectaría todos los ferrocarriles urbanos y suburbanos exceptuando la línea Urquiza que tiene acceso a la estación Federico Lacroze del Subte de Buenos Aires
Esta propuesta fue iniciada en 2015 por el entonces Jefe de gobierno Mauricio Macri. En octubre de 2018 el Ministerio de Transporte volvió a postergar el llamado a licitación, esa licitación y las dos adicionales fueron reprogramadas sin fecha cierta y sus fechas previstas, borradas de la página del Ministerio.
El proyecto incluiría la construcción de 5 nuevas estaciones subterráneas en la Retiro, Once, y Plaza Constitución, la estación "Central Obelisco"  debajo de la Avenida 9 de Julio y debajo del Correo Central.
El costo sería de US$ 1.800.000.000. La estación central se conectaría con la red del Metrobús y con las líneas  , ,  , y  del Subte de Buenos Aires, mientras que la línea , una vez completado su propio proyecto de extensión, estará conectada al sistema RER en la estación Correo Central.
La primera etapa del proyecto tardaría cuatro años en hacerse y consistiría en construir los túneles de norte a sur, la estación central "Obelisco" y las estaciones Plaza Constitución y Retiro e integrará la línea Mitre, la línea Roca  y la línea San Martín. [cita requerida]La segunda etapa otros dos años más y consistiría en la construcción de los túneles de este a oeste conectando la estación Once con la estación central y la estación Correo Central, Integrando la línea Sarmiento a la red. La última etapa demoraría otros dos años y consistiría en extender la línea Belgrano Sur hasta constitución desde la terminal actual usando viaductos (Este proyecto ya está siendo concretado aparte de la RER). Y después se ejecutaría la construcción de un nuevo túnel entre Constitución y Retiro conectando el ferrocarril de trocha de un metro una vez que sea electrificada.
Tal vez lo más notable del proyecto es la exclusión de la línea Urquiza que termina en la estación Federico Lacroze en el noroeste de la ciudad. La línea es distinta de las demás dado que usa la trocha estándar siendo que originalmente estaba planeado que sea parte de la línea B del Subte de Buenos Aires.
Al mismo tiempo el proyecto recibió críticas por servir como excusa para la venta de terrenos ferroviarios, la pérdida de trazas y los negocios inmobiliarios, desde la asunción del gobierno de Mauricio Macri, la promesa de la futura RER ha servido de excusa para la desafectación de terrenos ferroviarios en la Ciudad, sin que se explicara con claridad en qué beneficiaba esto a la integración de las líneas ferroviarias. En octubre de 2017 el ejecutivo porteño hizo aprobar un proyecto que daba luz verde a la venta para emprendimientos inmobiliarios de los terrenos de la playa de cargas de Colegiales bajo la excusa de que el dinero recaudado ayudaría a financiar la ejecución de la RER que finalmente no sucedió. En septiembre de 2018 la Agencia de Administración de Bienes del Estado (AABE) intentó quitarle a la Universidad Nacional de San Martín (UNSAM) una parte de su campus de Migueletes para afectarlo al uso ferroviario. Sumado además a la desafectación de Colegiales y de Retiro Cargas, lo que produjo que el Nuevo Central Argentino (NCA), que controla los trenes de carga de la línea Mitre, se quedase sin terrenos necesarios para las operaciones ferroviarias. Los terrenos de la playa ferroviaria de Empalme Norte, en Retiro, fueron vendidos con una excusa similar e inicialmente se indicó que serían levantadas todas las vías del sector.

## Complicaciones
Las principales complicaciones de la RER son la diferencia de trochas y el estado de electrificación y diferencias en el sistema de electrificación utilizado de algunas de las líneas:
| Trenes de Buenos Aires |          |              |                        |                      |
| Línea                  | Longitud | Ancho de vía | Electrificación        | Pasajeros anuales    |
| Roca                   | 237.2 km | 1676 mm      | Sí (catenaria)         | 91,4 millones (2011) |
| Sarmiento              | 184.1 km | 1676 mm      | Sí (tercer riel)       | 39,1 millones (2012) |
| Mitre                  | 185.5 km | 1676 mm      | Sí (tercer riel)       | 51,4 millones (2012) |
| San Martín             | 56.3 km  | 1676 mm      | catenaria (proyectado) | 48,5 millones (2012) |
| Belgrano Norte         | 54.3 km  | 1000 mm      | Planeada               | 30,4 millones        |
| Urquiza                | 29.9 km  | 1435 mm      | Sí (tercer riel)       | 19 millones          |
| Belgrano Sur           | 66.3 km  | 1000 mm      | Planeada               | 25,2 millones        |

Sin contar la línea Urquiza que no está incluida en el proyecto y que fácilmente podría estarlo, los problemas se encuentran en la línea San Martín y las dos líneas del ferrocarril Belgrano. La línea San Martín, que comparte la misma trocha que la mayoría de las líneas, usa locomotoras diésel, y parte de la línea estaba electrificada.
Las líneas Belgrano Sur y Belgrano Norte son tal vez el más grande desafío dado que las dos tienen un ancho de trocha distinto al resto de la red y no están electrificadas. Actualmente no hay ningún proyecto para electrificarlas siendo concretado. Pero los nuevos coches de la línea Belgrano Sur pueden ser fácilmente convertidos para uso eléctrico.
No está planeada la conversión de la trocha de las líneas por lo que habrá un túnel separado entre Retiro y Constitución para las dos líneas. Dado que las dos líneas tienen menos tráfico que las líneas Sarmiento, Mitre, y Roca y que no están electrificadas.
En febrero de 2018 se anunció que se frenaba el plan de construcción de un túnel ferroviario bajo la Avenida 9 de Julio, de esta forma se frenaba lo que iba a ser el primer paso de la Red de Expresos Regionales (RER), paralelamente la resolución 95 anuló la licitación para la construcción de la estación subterránea en Plaza Constitución.
En marzo de 2018, se volvió a anunciar la licitación bajo la modalidad de participación público privada (PPP), incluyendo las estaciones bajo el Obelisco y Constitución, como así también un túnel de 11 kilómetros desde inmediaciones de la estación Constitución hasta la estación Retiro. En octubre de 2018 el ministro Dietrich anuncia la suspensión de la licitación del viaducto de la línea Belgrano Sur entre Sáenz y Constitución.

### Túneles existentes y conexiones

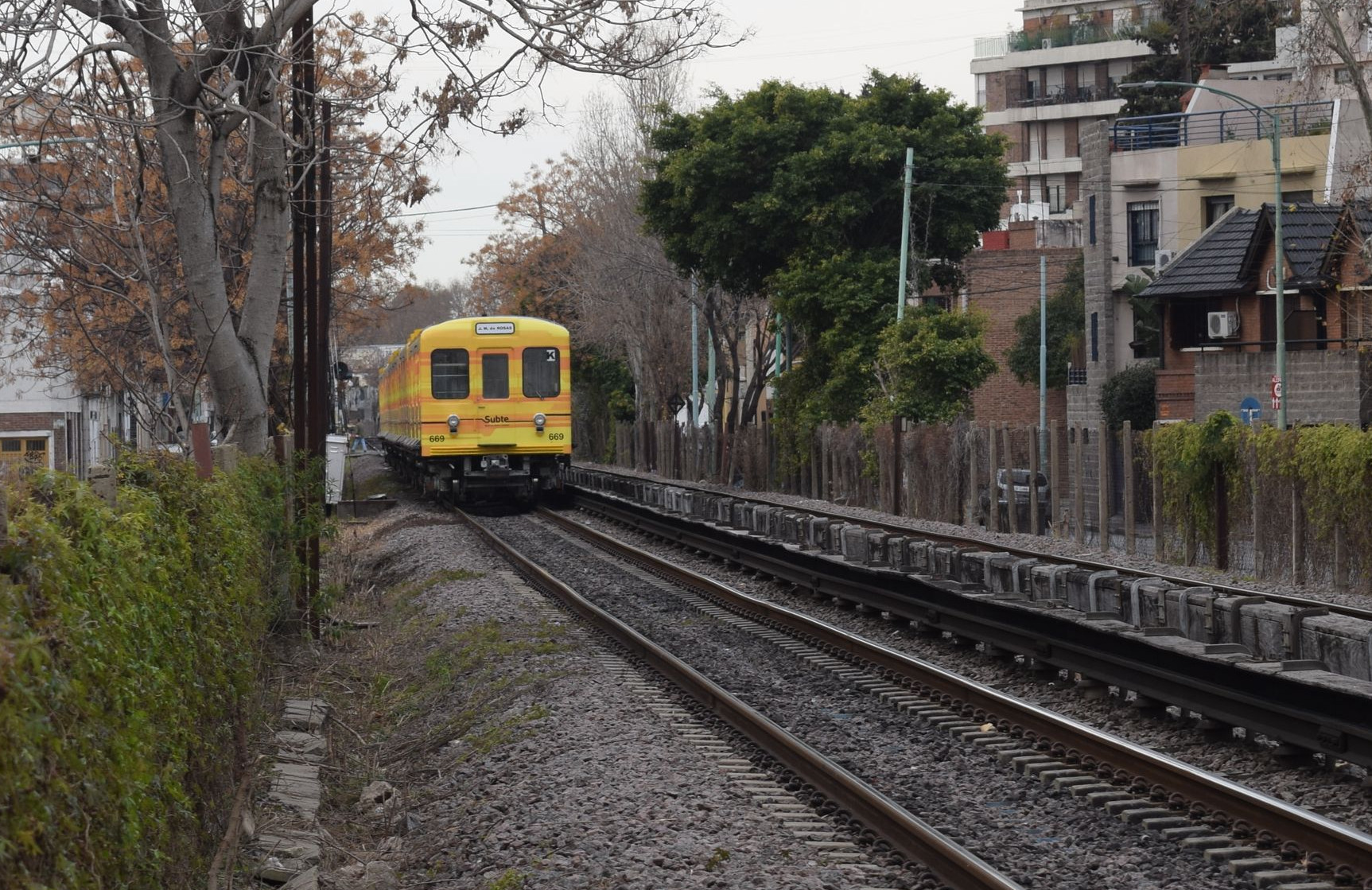
Un coche de la línea B operando en la superficie en el ferrocarril Urquiza.

La línea Urquiza ya tiene una conexión con las futuras estaciones de la RER a través de la línea B, aunque actualmente esta conexión no es utilizada dado que el servicio termina en Federico Lacroze y no continúa bajo tierra.
La línea Sarmiento y la línea Mitre están conectadas por una única vía subterránea que va desde la terminal de la línea Sarmiento en la estación Once en lo que sería el recorrido de la RER hacia Puerto Madero, mientras que un segmento de dos vías conecta la antigua estación Puerto Madero con la terminal de la línea Mitre en la estación Retiro. Este recorrido a través de las dos líneas se usaba tradicionalmente para transportes de carga, aunque, se usó brevemente para transportar de pasajeros hacia el centro de la ciudad desde la línea Sarmiento durante los años 1990.